# Pelicà australià
El pelicà australià (Pelecanus conspicillatus) és una espècie d'ocell de la família dels pelecànids (Pelecanidae). Habita llacs, llacunes i estuaris d'Austràlia i Tasmània. El seu estat de conservació es considera de risc mínim.